# Anker Eli Petersen
Pour les articles homonymes, voir Petersen.

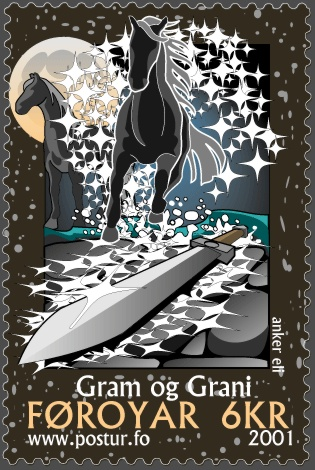
La légende de Gram et Grani, émis en 2001.

Anker Eli Petersen (né le 7 juin 1959 à Tvøroyri dans les îles Féroé) est un écrivain et artiste féroïen.
Il a signé Anker Eli plusieurs timbres-poste de la Postverk Føroya, l'administration postale de l'archipel danois. Il utilise la technique du collage et de la création assistée par ordinateur. Ses timbres ont principalement pour thème la mythologie nordique et le christianisme.
Il est également le concepteur du site web de la Postverk Føroya qui sert de portail sur les îles Féroé à destination des collectionneurs de timbres-poste. Il a également illustré de nombreux livres.
Ses modèles sont William Heinesen et Elinborg Lützen.
En tant qu'auteur, il a traduit d'anciens textes en vieux norrois, composé des contes pour enfants et des paroles pour des chanteurs des Féroé.

## Œuvres

### Sites web conçus
Les sites web suivants ont été dessinés par A.E. Petersen et portent tous sur des thèmes nordiques :
- Faroestamps.fo (géographie et timbres des îles Féroé)
- Tjatsi.fo (mythes, contes et légendes nordiques et féroïens)
- Faroeartstamps.fo (art des Féroé)
- Topoftheworld.nu (site de l'émission conjointe nordique de timbres-poste)
- Bestla.dk (mythologie et folklore nordiques)